# Grupo Especial de Actividades Subacuáticas
El Grupo Especial de Actividades Subacuáticas de la Guardia Civil (GEAS) es la unidad de la Guardia Civil española encargada de la búsqueda y rescate de personas, la localización y recuperación de objetos en el medio acuático, entre otras misiones; este grupo se encuadra dentro de la UAS (Unidad de Actividades Subacuáticas) creada en 1981.
La naturaleza de las misiones que realizan los GEAS es tan variada como el territorio donde se encuentran desplegados. Así, junto a la búsqueda, localización y recuperación de objetos y rescate de personas en el medio acuático, realizan otras como la vigilancia y protección del patrimonio natural e histórico que se encuentra bajo las aguas tanto marinas como continentales; protección de personalidades, embarcaciones y eventos deportivos acuáticos, elaboración de informes técnicos y diligencias de la policía judicial en entornos subacuáticos; apoyo a proyectos científicos, forman una escueta pero variada muestra de sus misiones habituales. Debido al elevado número de misiones de rescate y socorro en los que participaban efectivos de la Guardia Civil y que requerían equipos autónomos de respiración, el 19 de junio de 1981 (mediante la Orden General del Cuerpo n.º 25) se crearon los Grupos de Actividades Subacuáticas. Desde 1997 están integrados en el Servicio Marítimo de la Guardia Civil.
El órgano central de la Unidad de Actividades Subacuáticas (UAS) se ubica en Valdemoro, Madrid. Además existen diferentes unidades periféricas, los Grupos Especiales de Actividades Subacuáticas (GEAS), que se despliegan por las diferentes Zonas del Cuerpo (unidad territorial circunscrita a una Comunidad Autónoma), en aquellas Comandancias (unidad circunscrita a una Provincia y subordinada a la Zona) que por sus características geográficas, y las estadísticas de los servicios así lo requieren. En la actualidad existen 21 GEAS, que incluyen entre otras las de la Casa Real y la Unidad Especial de Intervención (UEI), que son las de más reciente creación –años 2000 y 2001, respectivamente–.
Los GEAS están presentes, entre otros lugares, en Madrid, Sevilla, los archipiélagos balear y canario, en Ceuta y Melilla, en las principales ciudades portuarias españolas -como Barcelona y Valencia-, y en puntos de especial tradición de buceo como Estartit, y ahora Huesca –ambos creados en 1998–.
Los Grupos Especiales de Actividades Subacuáticas (GEAS) de la Guardia Civil son unidades pequeñas, habitualmente de no más de una docena de miembros. Suelen estar constituidos por un suboficial, dos cabos, diez guardias y dos conductores. Cada grupo se subdivide, a su vez, en dos equipos, cada uno de los cuales está al mando de uno de los cabos, de forma que se pueden atender dos servicios de forma simultánea. Todos los miembros del GEAS han de estar en posesión del título de Buceador Guardia Civil impartido (normalmente en Cartagena) dentro de la estructura de enseñanza de la propia Guardia Civil.
Los diferentes Grupos territoriales que componen esta Especialidad, de la Guardia Civil, son: Valdemoro (Madrid), Cuenca, Badajoz, Sevilla, Algeciras (Cádiz), Málaga, Almería, Ceuta, Melilla, Cartagena (Murcia), Alicante, Valencia, Barcelona, Estartit (Gerona), Huesca, Logroño (La Rioja), Valladolid, Gijón (Asturias), La Coruña, Palma de Mallorca (Baleares), Ibiza (Baleares), Santa Cruz de Tenerife y Las Palmas de Gran Canaria. Más uno en la UEI y otro en la Unidad de Seguridad de la Casa Real.
En 2022, fue galardonada con la Medalla de Oro al Mérito en las Bellas Artes que otorga el Ministerio de Cultura de España.

## Pruebas de acceso
El acceso a esta especialidad de la guardia civil, se realiza mediante promoción interna, es decir, solo se pueden presentar miembros del cuerpo, y consta de diferentes pruebas: 
1. Bucear a pulmón recorrido horizontal mínimo veinticinco metros para hombres y mujeres.
2. Apnea durante mínimo un minuto y medio.
3. Buceo a cuatro metros de profundidad con recogida de testigo.
4. Natación libre de doscientos metros en menos de tres minutos veinte segundos para los hombres y en menos de cuatro minutos para las mujeres.
5. Quinientos metros de natación a braza
6. Natación con aletas: ochocientos metros y mil quinientos metros respectivamente.
7. Flexiones en tierra; veinticinco para los hombres y veinte para las mujeres.
8. Flexiones en barra; cinco para los hombres y tres para las mujeres.
9. Ritmo resistencia durante mil metros; cuatro minutos para los hombres y en menos de cuatro minutos y medio para las mujeres.
10. Ocho mil metros de carrera de fondo.
11. También hay prueba de conocimientos

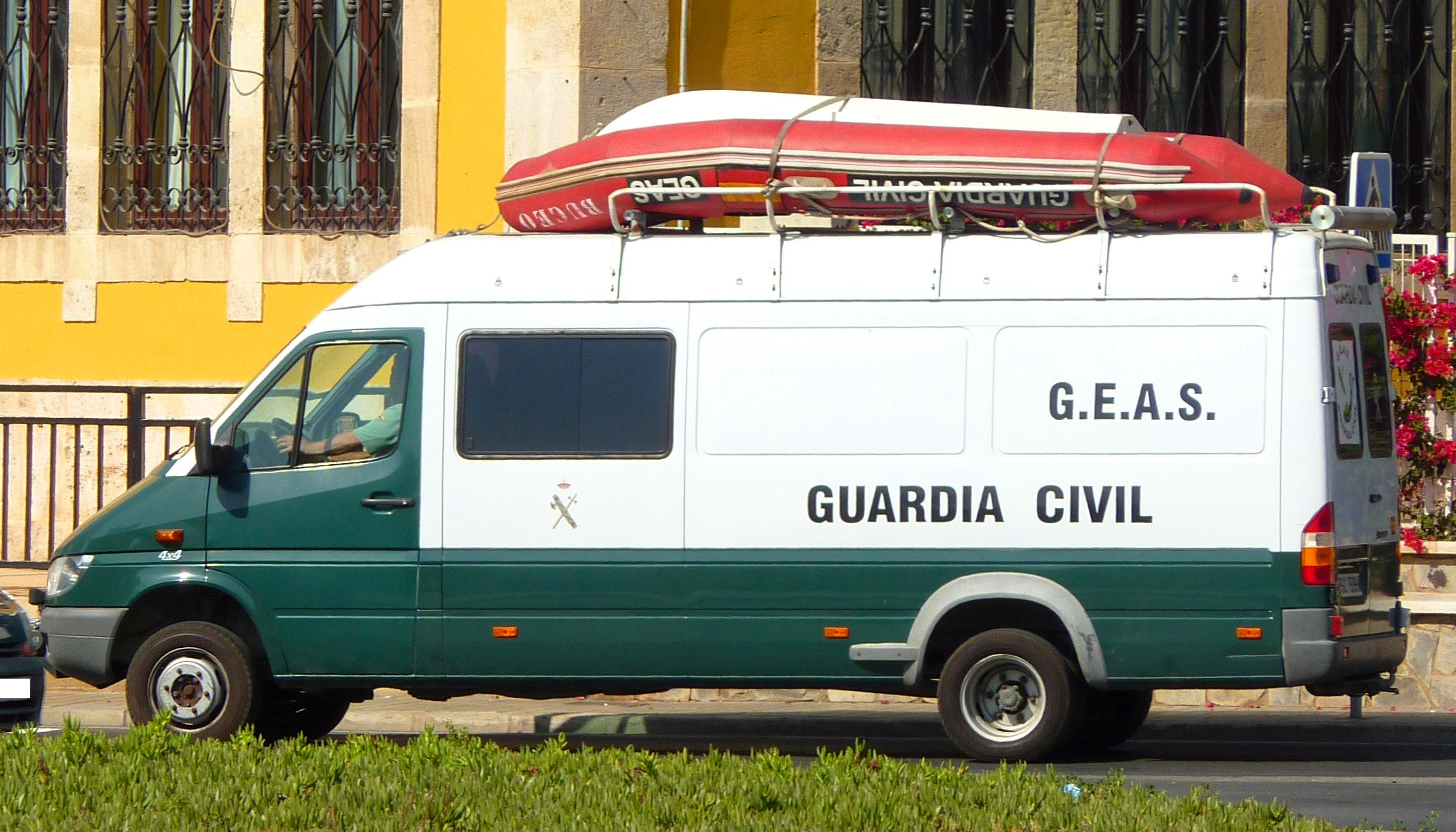
Mercedes-Benz Sprinter de un GEAS cargando con una lancha neumática.
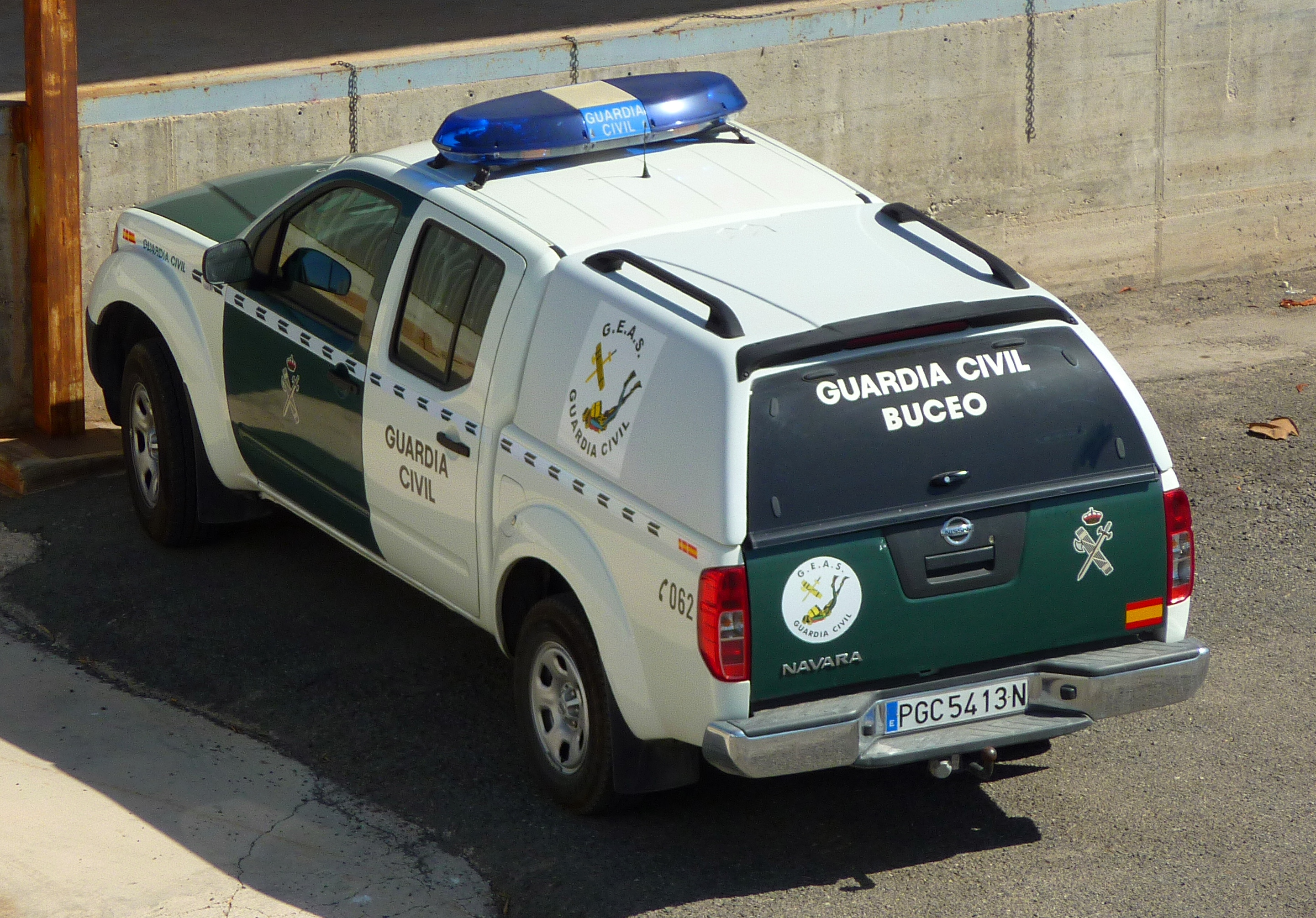
Nissan Navara.
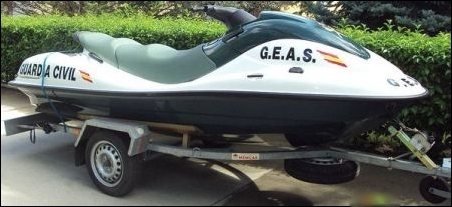
Moto acuática usada por los GEAS
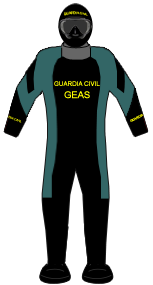
Traje de buceo reglamentario de los GEAS